# علجان عملاق
العلجان العملاق أو القصب العملاق هو نوع من الخيزران (لا ينبغي الخلط بينه وبين الغاب العملاق).